# Nadia Prasad
Nadia Prasad (née Bernard le 6 octobre 1967 à Caussade) est une athlète française, spécialiste des courses de fond. 

## Biographie
Elle remporte le titre de championne de France du 10 000 m en 1995 et celui du marathon en 1996.
Elle détient le record de France du 10 kilomètres en 31 min 38 s, établi le 16 octobre 1994 à Chula Vista, en Californie.
En 1995, elle remporte le Marathon de Los Angeles en 2 h 29 min 48 s, record personnel.
Elle prend la nationalité américaine le 5 janvier 2000.

### Palmarès
- Championnats de France d'athlétisme :
  - vainqueur du 10 000 m en 1995
  - vainqueur du marathon en 1996

### Records
| Épreuve       | Performance      | Lieu        | Date            |
| ------------- | ---------------- | ----------- | --------------- |
| 10 000 m      | 32 min 24 s 96   |             | 1994            |
| 10 km (route) | 31 min 38 s (RF) | Chula Vista | 16 octobre 1994 |
| Marathon      | 2 h 29 min 48 s  | Los Angeles | 1995            |